# Dème d'Ágios Dimítrios (Ioánnina)
Le dème d'Ágios Dimítrios, en grec moderne : Δήμος Αγίου Δημητρίου / Dímos Agíou Dimitríou, est un ancien dème du district régional d'Ioánnina, en Épire, Grèce. En 2010, il est fusionné au sein du dème de Dodone.
Selon le recensement de 2011, la population du dème compte 4 566 habitants.